# Glenn Cook
Glenn Cook is een voormalig Britse triatleet. In 1987 en 1992 werd hij Europees kampioen triatlon. Hij werkt als fitnesstrainer en triatlon-coach.

## Titels
- Europees kampioen triatlon op de middenafstand - 1987, 1992

## Belangrijke prestaties

### triatlon
- 1987:  EK middenafstand in Roth - 3:57.19
- 1989:  WK olympische afstand in Avignon - 2:00.03
- 1990: 15e EK olympische afstand in Linz - 1:53.00
- 1992:  EK olympische afstand in Lommel - 1:49.15
- 1992: 16e WK olympische afstand in Huntsville - 1:51.14
- 1992:  EK middenafstand in Joroinen - 3:37.58
- 1995: 23e EK olympische afstand in Stockholm - 1:50.17

### duatlon
- 1991:  EK in Birmingham - 1:20.14